# HR 6819
Désignations
HR 6819, aussi appelée HD 167128 ou QV Telescopii (abrégé QV Tel), est un système stellaire binaire ou triple, situé à environ 1 120 années-lumière de la Terre dans la constellation du Télescope. Il apparaît comme une étoile variable de magnitude apparente 5,3.
|  | Aa             |
|  |                |
|  | Ab (trou noir) |
|  |                |

|  | B |
|  |   |

|  | Aa             |
|  |                |
|  | Ab (trou noir) |
|  |                |

|  | B |
|  |   |

## Trou noir?
En mai 2020, un étude suggère, à partir de mesures de l'observatoire de La Silla, que l'une des composantes du système est un trou noir, ce serait alors le plus proche trou noir connu, et le premier situé dans un système stellaire visible à l’œil nu,.
Une étude publiée en juillet de la même année émet l'hypothèse que HR 6819, plutôt que d'être un réel système triple, résulterait de la proximité fortuite (double visuelle) d'une étoile Be avec un système binaire situé à une distance différente qui comprend le trou noir et l'étoile de type B3.
Trois articles publiés en deuxième partie d'année 2020 démontrent cependant que HR 6819 serait en fait une simple étoile binaire, et qu'il n'y a alors pas de trou noir dans le système. Pour expliquer les observations, l'étoile secondaire, de type B3III, doit être une étoile de faible masse. Elle constituerait le résidu d'une ancienne étoile plus massive qui se serait faite arracher de la matière par son compagnon de type Be dans le passé, à la suite d'un phénomène de transfert de masse. En décembre 2021, une autre étude conclut que HR 6819 n'est autre qu'un système binaire sans trou noir,.